# Ndovai
Ndovai är en krater i Kenya.   Den ligger i länet Isiolo, i den centrala delen av landet, 210 km nordost om huvudstaden Nairobi. Toppen på Ndovai är 1 324 meter över havet.
Terrängen runt Ndovai är kuperad åt sydost, men åt nordväst är den platt. Runt Ndovai är det tätbefolkat, med 297 invånare per kvadratkilometer. Närmaste större samhälle är Maua, 14,8 km sydost om Ndovai. Omgivningarna runt Ndovai är en mosaik av jordbruksmark och naturlig växtlighet.